# Spencer Lee
Spencer Richard Lee (Denver, 14 de outubro de 1998) é um lutador de estilo-livre estadunidense.

## Início da vida
Lee nasceu em Denver, Colorado, mas cresceu em Saegertown, Pensilvânia, antes de se mudar para Murrysville, onde estudou na Franklin Regional High School.
Enquanto estava no ensino médio, Lee se tornou três vezes campeão estadual da PIAA e registrou 144 vitórias antes de sofrer sua primeira e única derrota em uma reviravolta dramática ao tentar seu quarto título estadual. No departamento de estilo livre, Lee se tornou duas vezes campeão mundial sub-20 e campeão mundial sub-17 durante seus anos de ensino médio.
Antes de seu último ano, Lee se comprometeu a lutar na Universidade de Iowa. Um campeão nacional várias vezes em diferentes torneios, Lee era o lutador mais bem classificado do país na época de seu compromisso.

## Carreira
Lee competiu inicialmente com uma camisa vermelha durante seu primeiro ano de luta livre universitária em 2018, vencendo o UNI Open e ficando em sexto lugar no Midland Championships antes de ter a camisa retirada e competir como um verdadeiro calouro.
Durante a temporada regular, Lee registrou vitórias sobre os campeões da NCAA e All-Americans, antes de ficar em terceiro lugar no Campeonato Big Ten. No campeonato da NCAA, Lee teve uma corrida excelente até as finais, onde derrotou o invicto na temporada Nick Suriano para reivindicar seu primeiro campeonato nacional.
Em abril de 2023, Lee lutou em seu primeiro torneio de estilo livre desde 2019, no US Open National Championships. Após três vitórias consecutivas para chegar às semifinais, onde ele deveria lutar contra Nick Suriano, Lee desistiu do torneio devido a lesões no joelho, ficando em sexto lugar.
Lee então competiu no Bill Farrell Memorial em novembro. Ele acumulou vitórias dominantes sobre nomes como o medalhista dos Jogos da Commonwealth Muhammad Bilal e o medalhista de prata do Mundo Sub-20 Luke Lilledahl para chegar às finais, onde derrotou o campeão da NCAA e do US Open Nico Megaludis para ganhar o ouro e se classificar para as seletivas olímpicas dos EUA de 2024.
Lee fez sua estreia olímpica nos Jogos Olímpicos de Verão de 2024 em Paris. No primeiro dia, ele obteve uma vitória de revanche sobre Zou Wanhao da China, bem como duas quedas técnicas sobre o duas vezes medalhista mundial sub-23 Bekzat Almaz Uulu do Quirguistão e o duas vezes olímpico Gulomjon Abdullaev do Uzbequistão, avançando para as finais e garantindo uma medalha. No dia seguinte, ele disputou a partida pela medalha de ouro contra o medalhista de prata olímpico e campeão mundial Rei Higuchi do Japão, perdendo em uma luta acirrada e ganhando a medalha de prata após sua primeira derrota no nível sênior.